# Ples v Trnovem
Ples v Trnovem je drama Cvetka Golarja, ki je bila napisala leta 1942.

## Osebe
- Češnovar Lojze: posestnik
- Lojze: njegov sin
- Polona: njegova sestra
- Majarončkova Mica
- Petelinova Mina
- Selanova Metka
- Tone: soboslikar
- dekleta, fantje, godba, pevski kvartet itn.

## Zgodba

### 1. dejanje
Bogati Češnovar je že pred časom srečal Abrahama, daje ga revma, a je še postaven dedec, udarjen na lov in na ženske. Tudi te ga oblegajo, še posebej romantična Mica in odločna Mina. – Stari dobi goreče ljubezensko pismo, podpisano s »tvoja M« in je takoj ves pokonci – le katera bi bila ta M? Z zvijačnim manevrom se prepriča, da nista to ne Mina na Mica; po pogovoru s sinom, ki govori, da se bo oženil, pa se mu zabliska: pismo je bilo namenjeno sinu, pisala pa ga je Selanova Metka, sinovo dekle! Toda stari podjetnež sklene, da bo sina izpodrinil, dekle mora biti njegovo. Pri srečanju z Metko se torej dela, da je bilo pismo namenjeno njemu, dekletovi plašni ugovori da so le znak njene sramežljivosti, čim prej bosta šla pred oltar. Mlada dva obupujeta, ko se Metka spomni zvijače, s katero se bo ubranila očeta in si priborila sina: navidez bosta oba pristala na očetovo snubitev, Metka pa bo starino neusmiljeno gnala po hribih in na plese, dokler ne bo spoznal, da stare kosti niso za mlado kri. Na plesu v Trnovem čez dva tedna mora biti stvar že odločena.

### 2. dejanje
Na plesa Mina in Mica, divje ljubosumni druga na drugo, složno oprezujeta za Češnovarjem in se zgražata nad njegovo norostjo, saj mora revež kar naprej plesati, obljubljena pa mu je tudi hoja na Triglav, že za naslednji dan. Stari stiska zobe, a se hrabro drži, še posebej potem, ko ga slovesno sprejmejo v sinovo društvo Mladost. Toda pri valčku ga Metka tako zavrti, da ob posmehu navzočih lopne po tleh in se udari v koleno. Zato raje prisede k Tonetu, počasi se mu jasni, da ga imata mlada za norca, to spoznanje pa Tone, zakrknjen samec, le še utrjuje. Prisedeta Mina in Mica, obe se tako vneto pulita zanj, da si nazadnje skočita v lase, stari pa šepaje pobegne.

### 3. dejanje
Češnovar je na moč zadovoljen sam s seboj, naklepa maščevanje: ne da se, oba, sina in Metko, bo spravil na kolena! Za zvečer pripravlja slovesnost, gostje bodo in harmonika tudi, mladima pa naravnost pove, da bosta zdaj plesala, kakor bo on godel – če sinu ni prav, lahko kar gre, ampak brez ficka! Pridrvita Mina in Mica, včerajšnji polom jima je dal novo upanje, jezikata in si očitata, odrivata druga drugo in sta na tem, da se spet spoprimeta. Tedaj udari Češnovar po mizi: štel bo do tri in če bo katera potem še tu, jo bo vrgel skozi okno! Mica se prestrašeno umika in na tri pobegne, bojevita Mina pa se izprsi pred njim: »Vzemi me –ali me ubij!« Njena korajža je Češnovarju močno všeč, a tedaj prideta oba mlada, za njim pa še Tone prižene preplašeno Mico. Kot nalašč, da stari izpelje svoj načrt:sin naj se le ženi, toda s tisto, ki mu jo bo izbral on-če ne, pa naj živi ob svojem, v revščini, ali pa čaka na njegovo smrt! Lojzetu je Metka vse, pripravljen je tudi na revščino, toda dekle take žrtve ne more sprejeti, raje bo čakala, pa magari dvajset, trideset let. Mlada si med solzami obljubita večno zvestobo in poklekneta pred strogega očeta – ta pa ju pred pričami zaroči in se hahlja: pa ju je le spravil na kolena! A to še ni vse, tudi on potrebuje gospodinjo in izbral je Mino, ki je močna in neustrašna kakor  medvedka, Mico pa naj vzame Tone, da bo imel na stara leta red. Tone jo pobriše, a Mica zdrvi za njim, ga ujame in ga pripelje ukročenega nazaj, med vsemi tremi pari bo zdaj tekma, kateri bo prej zibal. Mlada sramežljivo priznata, da sta že naročila, kar Češnovarja neznansko razveseli, napije na zdravje trnovskih deklet in na novi zarod. Vse se konča s petjem, harmoniko in vriskanjem.